# Hanhijärvi (Hietaniemi socken, Norrbotten)
Hanhijärvi är en sjö i Övertorneå kommun i Norrbotten och ingår i Torneälvens huvudavrinningsområde. Sjön har en area på 0,0504 kvadratkilometer och ligger 156,2 meter över havet. Sjön avvattnas av vattendraget Liehittäijänjoki.

## Delavrinningsområde
Hanhijärvi ingår i det delavrinningsområde (737388-183986) som SMHI kallar för Utloppet av Liehittäjäjärvi. Medelhöjden är 151 meter över havet och ytan är 14,71 kvadratkilometer. Det finns inga avrinningsområden uppströms utan avrinningsområdet är högsta punkten. Liehittäijänjoki som avvattnar avrinningsområdet har biflödesordning 3, vilket innebär att vattnet flödar genom totalt 3 vattendrag innan det når havet efter 86 kilometer. Avrinningsområdet består mestadels av skog (68 procent) och sankmarker (17 procent). Avrinningsområdet har 1,12 kvadratkilometer vattenytor vilket ger det en sjöprocent på 7,6 procent.